# Jihua
Jihua (kinesiska: 计划, 计划乡) är en socken i Kina. Den ligger i provinsen Guizhou, i den sydvästra delen av landet, omkring 200 kilometer sydost om provinshuvudstaden Guiyang. Antalet invånare är 11210. Befolkningen består av 5 423 kvinnor och 5 787 män. Barn under 15 år utgör 26,0 %, vuxna 15-64 år 65 %, och äldre över 65 år 8,0 %.